# I Am... (Nas)
I Am... è il terzo album del rapper statunitense Nas, pubblicato il 6 aprile 1999 dalla Columbia. Dopo il successo commerciale e di critica di It Was Written (1996), Nas ha lavorato a un doppio album che ha unito gli stili dei due precedenti lavori e che ha dettagliato tutti gli aspetti della sua vita. Tuttavia, la maggior parte del materiale è trapelato su internet tramite MP3, costringendolo a registrare nuovo materiale per una versione a disco unico. L'album debutta al primo posto nella Billboard 200, vendendo oltre 470 000 copie nella prima settimana. Successivamente, I Am... sarebbe stato certificato disco di platino dalla RIAA. Dopo la sua uscita, ha ricevuto recensioni generalmente positive da parte della critica musicale.

## Background
Questo album era originariamente un doppio album intitolato I Am...The Autobiography, tuttavia dopo che la maggior parte delle sessioni di registrazione era stato messe su internet illegalmente Nas fu costretto a registrare altro materiale per un disco solo. I Am... è stato uno dei primi album sotto una major discografica a esser stato ampiamente trapelato usando la tecnologia MP3. Alcune delle canzoni trapelate vennero poi inserite da Nas nella raccolta The Lost Tapes (2002). Il concept dell'album, come si può intravedere in tracce come Fetus di The Lost Tapes, doveva essere una sorta di autobiografia di Nas.

## Copertina
Il celebre fotografo Danny Hastings ha scattato immagini iconiche per le copertine degli album Capital Punishment (1998) di Big Pun e Only Built 4 Cuban Linx... (1995) di Raekwon, tuttavia il lavoro grafico per la copertina di I Am... non fu semplice. Al fine di rendere iconica anche la copertina del terzo album in studio di Nas – riprendendo una parte del sarcofago del faraone Tutankhamon – fu deciso di mettergli uno stampo di argilla sul volto con un paio di buchi per respirare, ma al primo tentativo Nas restò quasi soffocato dopo che l'argilla si depositò sul suo naso.
La copertina, che richiama Illmatic (dov'è presente un'immagine da bambino e sullo sfondo le case popolari del Queensbridge) e It Was Written (dove sullo stesso background si vede un Nas più adulto), vede un Nas divenuto re sullo stesso sfondo dei lavori precedenti.

## Ricezione
| Recensione                    | Giudizio |
| ----------------------------- | -------- |
| AllMusic                      | [ 1 ]    |
| NME                           | [ 5 ]    |
| Entertainment Weekly          | B        |
| Rolling Stone                 | [ 7 ]    |
| The Source                    | [ 8 ]    |
| Chicago Sun-Times             | [ 9 ]    |
| Los Angeles Times             | [ 10 ]   |
| Robert Christgau              | B-       |
| RapReviews                    | [ 12 ]   |
| The Rolling Stone Album Guide | [ 13 ]   |

Billy Johnson Jr. di Yahoo! Music descrive la produzione dell'album come «cupa» e le tracce come «stimolanti, anche se di media qualità.» Jeff Stark di Salon nota le «identità distinte» per ogni canzone e scrive che non suonano in modo coerente. Robert Christgau assegna all'album una «B-» nominandolo il «flop del mese», criticando la filosofia di Nas e dichiarando: «la questione è quanto sia convincente e gli argomenti che suonano veri sono due: i cattivi, la vendetta e il denaro. La sua idea di dettaglio narrativo è far cadere nomi come Bret Easton Ellis; la sua idea di moralità è che tutti muoiano.» Craig Seymour del The Washington Post attribuisce l'inconsistenza degli argomenti dell'album al fatto che molte sue canzoni siano trapelate su internet prima dell'uscita dell'album, mentre Miles Marshall Lewis del LA Weekly osserva che Nas «cammina sul filo tra ordine e caos, gangsterismo e illuminazione» sull'album, trovandolo un «album non orrendo. Ma Nas ora ha stabilito un nuovo modello di declino della qualità di un album e questo rende I Am... il peggiore album di Nas.»
Kris Ex di Rolling Stone assegna all'album tre stelle e mezzo su cinque, dichiarando: «Nas è ancora un diamante grezzo – forse con il talento lirico più grezzo dei suoi giorni, ma manca della guida e dalla visione per creare un album completo [...] ma quello che I Am... perde in contenuto lo compensa in acume lirico; l'album non fornisce l'introspezione che il titolo suggerisce, ma compensa con la narrazione e l'abilità dell'artista.» Christopher John Farley del Time si è complimentato per gli argomenti e i testi di Nas e per l'approccio musicale dell'album, notando canzoni «più grandiose, più aggressive, più cinematografiche.» Sono arrivati elogi anche da parte di Tom Sinclair (Entertainment Weekly), che ha descritto l'album come una «vera e propria hip-hopera», e dallo scrittore Soren Bakre (Los Angeles Times) che ha elogiato Nas per «aver bilanciato il tema hard-core con la produzione che dovrebbe facilmente trovare la sua strada nella radio urbana.» Steve Jones di USA Today, dà a I Am... un punteggio di quattro stelle su quattro, elogiando Nas e il suo terzo album in studio, scrivendo che il prodotto «si adagia graziosamente tra la grinta underground di Illmatic del 1994 e la carta patinata di It Was Written del 1996.»
In una recensione retrospettiva, lo scrittore DiBella per AllMusic assegna all'album 3/5 stelle, osservando la «cecità» della sua produzione e scrivendo che «musicalmente, I Am... è alquanto privo di fantasia per gli standard stratosferici di Nas. [...] alcuni di questi brani mancano della profondità sonora per rendere giustizia alle profezie del faraone, Nas.» Nonostante ciò, DiBella ha aggiunto che Nas «brilla ancora come il vecchio narratore dell'anima e cronista delle rime sul crimine» in diverse tracce e cita Nas is Like e NY State of Mind, Pt. 2 come punti salienti, aggiungendo che loro «non sono da meno della perfezione di Illmatic.» Scrivendo su The New Rolling Stone Album Guide (2004), il giornalista musicale Chris Ryan dà all'album 2.5/5 stelle, scrivendo che l'album ha «[la sua] parte di materiale solido, ma alla fine fallisce di fronte all'incapacità di Nas di navigare nel divario tra il reportage di strada che l'ha reso una leggenda e le hit commerciali che lo hanno reso una star.»

## Tracce
1. Intro – 2:50 (testo: Nasir Jones)
2. NY State of Mind, Pt. II – 3:36 (testo: Jones, Martin – musica: DJ Premier)
3. Hate Me Now (featuring Puff Daddy) – 4:44 (testo: Jones, Gavin Marchand – musica: Pretty Boy, D. Moet, Trackmasters)
4. Small World – 4:45 (testo: Jones, Nashiem Myrick, Carlos Broady – musica: Nashiem Myrick & Carlos Broady for The Hitmen)
5. Favor for a Favor (featuring Scarface) – 4:07 (testo: Jones, Leshan David Lewis – musica: L.E.S.)
6. We Will Survive – 5:00 (testo: Jones, Jamel Edgerten – musica: Trackmasters, Jamel Edgerten)
7. Ghetto Prisoners – 5:00 (testo: Jones, Damon Blackmon – musica: Dame Grease)
8. You Won't See Me Tonight (featuring Aaliyah) – 4:22 (testo: Jones, Timothy Mosley, Missy Elliott – musica: Timbaland)
9. I Want to Talk to You – 4:36 (testo: Jones, Lewis, Alvin West – musica: L.E.S., Alvin West)
10. Dr. Knockboot – 2:25 (testo: Jones, Samuel Barnes, Jean-Claude Olivier – musica: Trackmasters)
11. Life is What You Make It (featuring DMX) – 4:04 (testo: Jones, Lewis, Earl Simmons – musica: L.E.S.)
12. Big Things – 3:39 (testo: Jones, Michael Masser, West – musica: Alvin West)
13. Nas is Like – 3:57 (testo: Jones, Martin – musica: DJ Premier)
14. K-I-SS-I-N-G – 4:15 (testo: Jones, Robert Kelly, Lewis, West – musica: L.E.S., Alvin West)
15. Money is My Bitch – 4:02 (testo: Jones, Barnes, Olivier – musica: Alvin West, Trackmasters)
16. Undying Love – 4:23 (testo: Jones, Lewis – musica: L.E.S.)

### Campioni
Album Intro
- Amityville Horror Main Title dei Lalo Schifrin
- Live at the Barbeque dei Main Source

N.Y. State of Mind Pt. II
- Flight Time di Donald Byrd
- Mahogany di Eric B. & Rakim

Hate Me Now
- O Fortuna da Carmina Burana di Carl Orff

Small World
- Love to Last Forever di Zulema

We Will Survive
- This is It di Kenny Loggins

Dr. Knockboot
- Say What di Idris Muhammad
- We Got It di Cam'ron

You Won't See Me Tonight
- Hang On di Jerry Goldsmith

Life Is What You Make It
- Vitroni's Theme - King Is Dead di Roy Ayers

Big Things
- Theme from Mahogany di Diana Ross

Nas Is Like
- Why? di Donald Irwin Robertson
- What Child is This? di John V. Rydgren e Bob R. Way
- It Ain't Hard to Tell di Nas
- Nobody Beats the Biz di Biz Markie
- Street Dreams di Nas

K-I-SS-I-N-G
- When a Woman's Fed Up di R. Kelly

Undying Love
- Milk and Honey di Jackson C. Frank

## Formazione
Di seguito la formazione dell'album I Am....
- Eddie Sancho – ingegnere audio
- Kevin Crouse – ingegnere audio
- Steve Souder – ingegnere audio
- Nas – voce
- Puff Daddy – voce aggiuntiva (traccia 3)
- Aaliyah – voce aggiuntiva (traccia 8)
- Scarface – voce aggiuntiva (traccia 5)
- DMX – voce aggiuntiva (traccia 11)
- DJ Premier – produttore (tracce 2 e 13)
- Pretty Boy – produttore (traccia 3)
- D. Moet – produttore (traccia 3)
- Trackmasters – produttore (tracce 3, 6, 10 e 15)
- Nashiem Myrick & Carlos Broady for The Hitmen – produttori (traccia 4)
- L.E.S. – produttore (tracce 5, 9, 11, 14 e 16)
- Jamel Edgerten – produttore (traccia 6)
- Dame Grease – produttore (traccia 7)
- Timbaland – produttore (traccia 8)
- Alvin West – produttore (tracce 9, 12 e 14)

## Classifiche

### Classifiche settimanali
| Classifica (1999)         | Posizione massima |
| ------------------------- | ----------------- |
| Australia                 | 77                |
| Canada                    | 2                 |
| Francia                   | 23                |
| Germania                  | 16                |
| Norvegia                  | 34                |
| Paesi Bassi               | 61                |
| Regno Unito               | 31                |
| Stati Uniti               | 1                 |
| US Top R&B/Hip-Hop Albums | 1                 |
| Svezia                    | 43                |
| Svizzera                  | 28                |

### Classifiche di fine anno
| Classifica (1999)         | Posizione massima |
| ------------------------- | ----------------- |
| Stati Uniti               | 40                |
| US Top R&B/Hip-Hop Albums | 9                 |